# 17793 Delorio
17793 Delorio è un asteroide della fascia principale. Scoperto nel 1998, presenta un'orbita caratterizzata da un semiasse maggiore pari a 2,666668 UA e da un'eccentricità di 0,162041, inclinata di 11,960320° rispetto all'eclittica. Ha un diametro di 5,410 km. Ha un periodo di rotazione di 12,5555 ore.